# Beata Beatrix
Beata Beatrix è un dipinto a olio su tela (86×66 cm) di Dante Gabriel Rossetti, realizzato nel 1872 e conservato nella Tate Britain di Londra.

## Descrizione
(Giuseppe Nifosì)

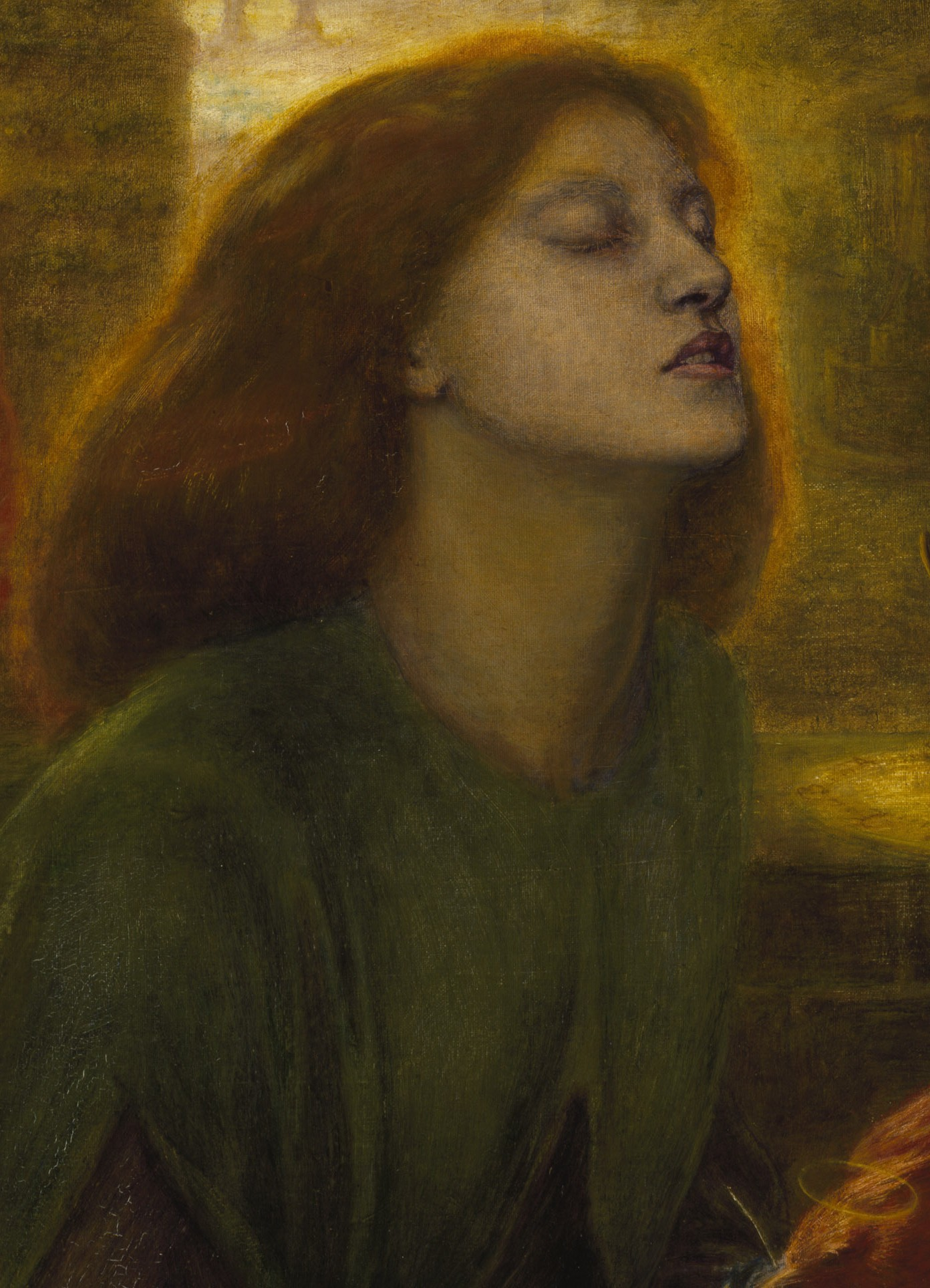
Beata Beatrix, dettaglio del volto di Beatrice.

Nel personaggio di Beatrice, la donna amata da Dante e scomparsa prima del tempo, rivive in questo quadro lo spirito di Elizabeth "Lizzie" Siddal, l'amata moglie di Dante Gabriel Rossetti morta anch'ella prematuramente per abuso di laudano. È evidente, infatti, il parallelismo tra il tragico sentimento lirico di Dante per la dipartita della donna amata e il profondo sconforto che assalì Rossetti dopo la morte di Lizzie.
Beatrice Portinari è raffigurata con una capigliatura fluente e rossa ed è appoggiata ad un balcone: il volto trasognato, le labbra appena aperte, le palpebre socchiuse e il corpo rilassato sono gli ingredienti utilizzati da Rossetti per definire l'estasi mistica in cui la donna è rapita. Il suo volto presenta un incarnato livido, alludendo alla sua morte prematura, mentre le sue mani sono giunte per accogliere un papavero di oppio (il sedativo da cui deriva il laudano, in riferimento all'overdose che ha stroncato la vita di Lizzie) tenuto nel becco da una colomba aureolata, con un chiaro rimando allo Spirito Santo. Se, tuttavia, nell'iconografia cristiana le colombe presentano sempre un piumaggio bianco e candido, le penne del volatile dipinto da Rossetti sono tinte di un rosso fuoco, colore che allude alla passione, ma anche alla morte: d'altronde, la stessa Lizzie quand'era ancora in vita era nota come «the Dove» (la Colomba). Questa lettura allegorica è avallata da una lettera che Rossetti inviò all'amico Robertson, cui confidò di aver dipinto «un uccello splendente, messaggero di morte, [che] lascia cadere un papavero bianco sulle sue mani aperte». Secondo il critico d'arte Frederic George Stephens, intimo amico del Rossetti, sono da leggere in chiave allegorica anche i colori della veste indossata da Beatrice: il verde viene infatti associato alla speranza e alla vita, mentre il grigio allude chiaramente al dolore sepolcrale, e pertanto alla morte.
Si scorge un ulteriore suggerimento allegorico alle spalle di Beatrice, dove troviamo una meridiana collocata su un muretto in blocchi lisci isodomi. Questa, infatti, indica il numero nove, in riferimento a diversi dati biografici di Beatrice Portinari (nella lettera a Ellen Heaton del 19 maggio 1863 leggiamo: «La incontra all’età di nove anni, muore alle nove del 9 giugno 1290»). Questa scelta è tuttavia un nodo di significati, siccome il 9 è multiplo di 3, numero tradizionalmente associato alla Trinità cristiana e assai presente anche nell'opera dantesca (la Divina Commedia si articola in tre cantiche, le quali sono a loro volta strutturate su strofe di tre versi ciascuna). Dietro il muretto si intravedono Cupido e Dante mentre osserva la propria amata lasciare la vita terrena; sull'estremo sfondo si scorge invece il profilo orizzontale del Ponte Vecchio di Firenze, città dove il culto dantesco è mantenuto più vivo e pertanto particolarmente amata da Rossetti. Anche la cornice nasconde profondi significati allegorici, presentando citazioni tratte dalla Divina Commedia («l’amor che move il sole e l’altre stelle» è il verso che orna i suoi tondi) e dal XXIX canto della Vita Nova.

## Fonti letterarie

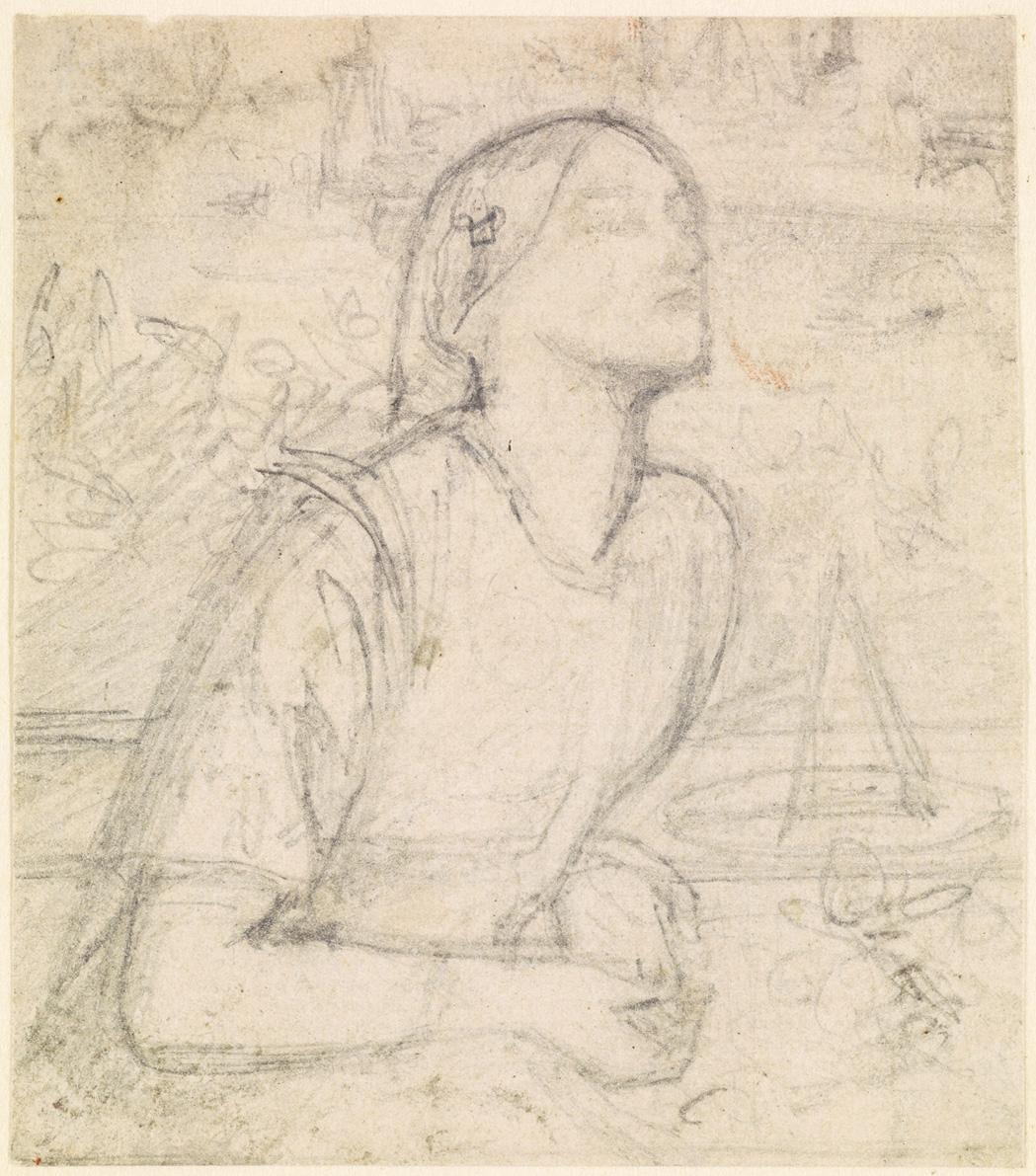
Bozzetto preparativo per la Beata Beatrix

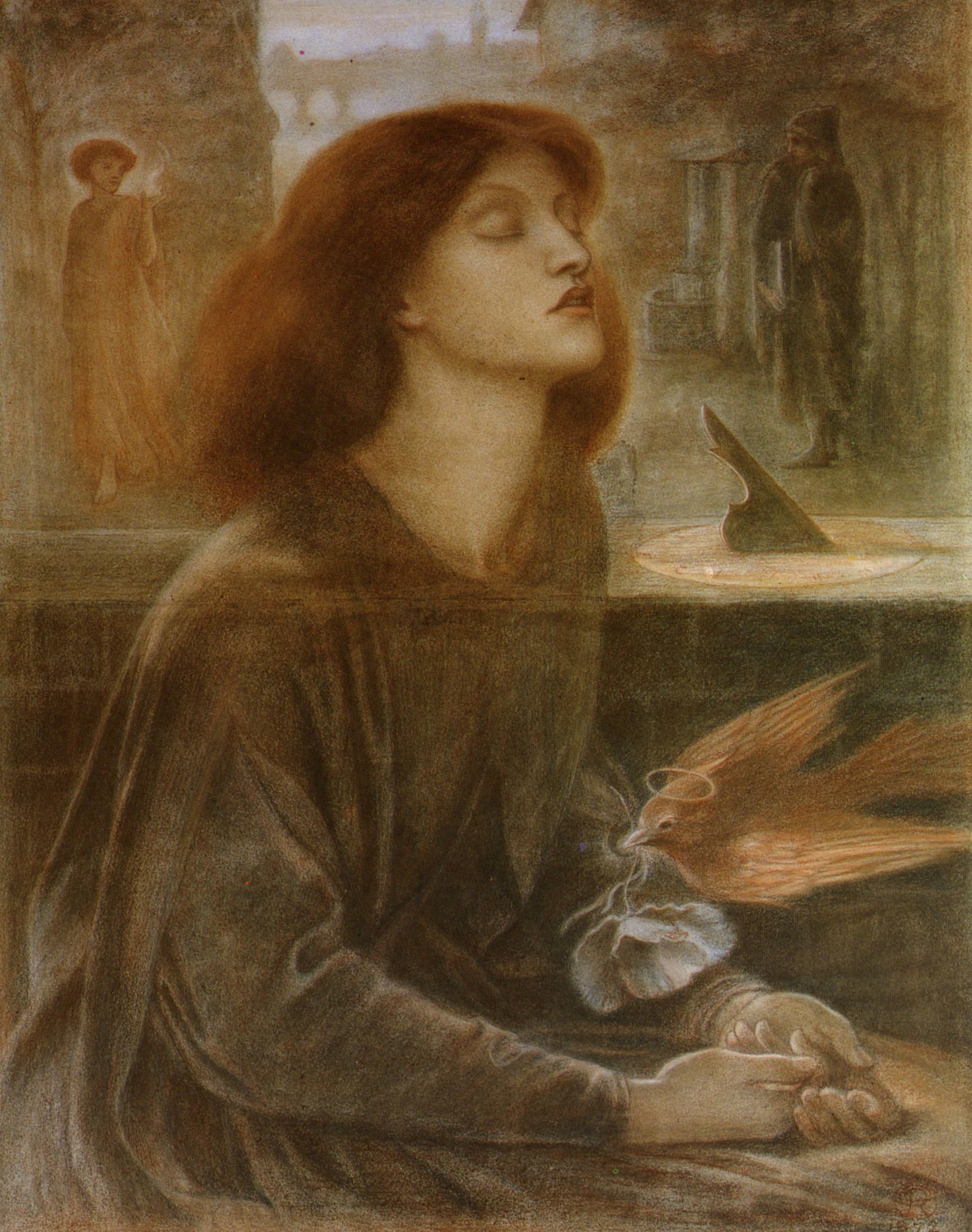
Pastello preparatorio della Beata Beatrix

La fonte letteraria che è servita da spunto al dipinto è la Vita Nova, opera di Dante Alighieri dedicata al suo amore giovanile per Beatrice Portinari. I versi che chiudono questo manoscritto sono proprio quelli con cui Dante Gabriel Rossetti si è consultato per l'esecuzione dell'opera:
(Dante Alighieri, Vita Nova, capitoli XLI-XLII (divisione Barbi))
Rossetti, tuttavia, restituisce sulla tela una propria interpretazione personale del prosimetro dantesco, senza ricadere in una pedissequa copia, così come emerge in una lettera dell'11 marzo 1873 indirizzata a William Graham Robertson:
(Dante Gabriel Rossetti)